# Lotta Löfgren Mårtenson
Charlotta Lotta Löfgren, tidigare Löfgren Mårtenson, född 6 november 1961 i Karlstad i Värmland, är en svensk professor och författare. 
Lotta Löfgren arbetar som professor i hälsa och samhälle med inriktning sexologi och sexualitetsstudier vid Fakulteten för hälsa och samhälle, samt har varit föreståndare vid Centrum för sexologi och sexualitetsstudier på Malmö universitet. Löfgrens forskningsområden är sexualitet och funktionsnedsättning, sexuella trakasserier inom akademin, internet och sexualitet, samt global sexuell hälsa.
Förutom undervisning och forskning på universitetet arbetar hon sedan 1993 i egen regi med BRUS-Byrån för Rådgivning och Utbildning i Sexologi där hon föreläser kring sexualitet och unga med intellektuell funktionsnedsättning.
År 2007 utgav hon Drömmen om danskungen som blev hennes första lättlästa ungdomsroman. Efter det uppkom Emma-serien som  består av fem böcker.

## Forskning/monografier
- Sexualitet och integritet - om anpassad sex- och samlevnadsundervisning. Lund: Studentlitteratur. 1997
- Får jag lov? Om kärlek och sexualitet i den nya generationen - unga med intellektuell funktionsnedsättning. Göteborg: Institutionen för socialt arbete, Göteborgs universitet (doktorsavhandling). 2003.
- Kärlek.nu - Om internet och unga med intellektuell funktionsnedsättning. Lund: Studentlitteratur. 2005
- Sex överallt, typ?! Om unga, kön och pornografi. Stockholm: Gothia Förlag. 2006
- Generation P? Youth, Gender and Pornography. Köpenhamn: Danmarks Pedagogiska Universitetsförlag. 2007
- Hur gör man? Om sexualkunskap i särskolan. Lund: Studentlitteratur. 2009
- Sexologi. Stockholm: Liber. 2010
- Sexualitet. BeGreppbart. Malmö: Liber. 2013
- Kättja. Från otukt till dejtingapp. I: Dödssynderna i vår tid. Årsbox. Riksbankens jubileumsfond. Makadam Bokförlag. 2023.

## Skönlitteratur
- Drömmen om danskungen. Stockholm: LL-förlaget. 2007
- Älskar, älskar inte. Lund: Studentlitteratur. 2007
- Typ jättekär, liksom. Lund: Studentlitteratur. 2007
- Spegel, spegel på väggen där. Lund: Studentlitteratur. 2008
- Snyggast på nätet. Lund: Studentlitteratur. 2008
- Livet på internet: surfa säkert och hitta rätt. Stockholm: LL-förlaget. 2021

## Priser och utmärkelser
- 2003 – RFSU-priset [4]
- 2018 – Intrapriset[5]